# Kamienica Józefa Skwiercza w Gdyni
Kamienica Józefa Skwiercza – zabytkowa kamienica, mieszcząca się przy ul. Świętojańskiej 23 w Śródmieściu Gdyni.
Została zbudowana w 1937 przez właściciela hotelu „Centralny”, radnego i przewodniczącego pierwszej Rady Miejskiej w Gdyni (od 1926 do 1928), Augustyna Józefa Skwiercza (1879–1949). W 1938 mieściła m.in. Instytut Bałtycki oraz oddział warszawskiego Banku Zachodniego S.A.